# Hesperolaburnum
Hesperolaburnum é um género botânico pertenfamília Fabaceae.